# Astra 1C

Astra 1C (Астра 1C) — європейський телекомунікаційний супутник. Він призначається для ретрансляції радіо — і телепрограм в аналоговому і цифровому форматах. Працював на орбіті до 2011 року. 

## Історія
Цей супутник був замовлений лідеру галузі Hughes Space & Communications, модель HS-601.

## Характеристики
- Стабілізація: по трьох осях
- Кількість транспондерів: 18
- Потужність транспондера: 63 Вт
- ЕІВП в центрі пучка: 52 дБВт
- Ширина смуги транспондера: 26 МГц
- Мінімальний термін служби: 14 років
- Робочий діапазон (down-link): 11,2 … 11,45 ГГц

## Зона покриття
- Європа